# Monster Magnet (album)
Pour le groupe, voir Monster Magnet.
Albums de Monster Magnet
Tab
(1992)
Monster Magnet, sorti en 1990, est le premier E.P. du groupe américain Monster Magnet.

## L'album
Pour enregistrer son premier E.P. de 6 titres, Monster Magnet s'est rendu en Allemagne, invité par le label alternatif Glitterhouse Records.
Débuté à trois (Wyndorf, Cronin et McBain), une nouvelle section rythmique (Calandra, Kleiman) rejoindra le groupe pendant l'enregistrement et finalement accompagnera le groupe pendant douze ans.
Tous les titres ont été composés par Dave Wyndorf.

## Les musiciens
- Dave Wyndorf : voix, guitare
- Tim Cronin : voix, guitare
- John McBain : guitare
- Joe Calandra : basse
- Jon Kleiman : batterie

## Liste des titres
1. Snake Dance - 3 min 21 s
2. Tractor - 3 min 25 s
3. Nod scene (from the Resin Scrapers) - 7 min 14 s
4. Freak Shop USA - 4 min 37 s
5. Lizard Johnny - 5 min 25 s
6. Murder' - 3 min 36 s

## Informations sur le contenu de l'album
- Lizard Johnny et Tractor sortiront également en singles
- Nod scene (from the Resin Scrapers) et Snake Dance seront repris sur l'album Spine of God et Tractor sur l'album Powertrip